# Suiseki

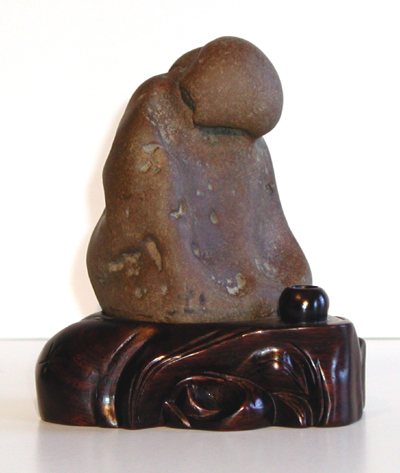
Suiseki anthropomorphe (sugata-ishi) présenté sur un daiza.

Le suiseki (水石, pierre travaillée par l'eau) est un art japonais relatif aux pierres de forme particulière.
Les collectionneurs de suiseki recherchent les pierres dont la forme ou le graphisme évoque un animal, une figure humaine, un paysage ou simplement une belle forme abstraite.
Les collectionneurs apprécient particulièrement les pierres noires, dures et lisses. Quoiqu'en Californie, où l'art du suiseki se développe, les pierres claires du désert sont aussi appréciées.
La pierre est posée sur un support de présentation qui peut être un daiza, un suiban ou un doban.
Les suiseki sont généralement présentés en exposition en association avec les bonsaïs.

## Histoire
Dans la tradition shintoïste, les kamis peuvent résider en tout élément de la nature : un torrent, un bel arbre (bonsaï) ou une pierre étrange.
Le suiseki est un art dont les premières traces remontent au VIe siècle : l'impératrice Suiko reçoit un paysage de pierres miniatures de la cour impériale chinoise. Pendant cette première période, le suiseki est de style chinois, aux pierres souvent colorées, abstraites, très érodées. Le suiseki devient un objet symbolique, tant pour les bouddhistes que pour les taoïstes et les shintoïstes.
Entre le XIIIe et le XIVe siècle, on assiste à une évolution importante des choix esthétiques au Japon : l'influence du bouddhisme zen fait préférer les pierres simples, épurées, sombres. Au XIVe siècle, l'empereur Go-Daigo, grand collectionneur de suiseki, possédait une pierre remarquable exposée actuellement au musée Tokugawa de Nagoya : « le pont flottant des rêves »,  Yume no ukihashi.
Durant la période Muromachi, l’ascétisme des moines zen influença fortement les classes dirigeantes japonaises. Le chef de guerre Oda Nobunaga (1534-1582), par exemple, qui renversa le shogun Ashikaga, était connu pour être un grand amateur à la fois de jardins secs et de suiseki. On dit qu’il a envoyé un suiseki nommé « pin des montagnes éternel » (sue no matsuyama), ainsi qu’un délicat bol à thé, en échange de la forteresse de Ishiyama (en lieu et place de l’actuel château d’Osaka), en 1580.
Sen no Rikyu (1522-1591) était un autre collectionneur célèbre du XVIe siècle, ainsi qu’un maître de cérémonie du thé réputé. Rikyu, un grand amateur de suiseki, fut probablement à l’origine de la tradition consistant à placer une pierre simple et discrète dans l'alcôve traditionnelle des pavillons de thé. Cette pierre était placée au centre de cette alcôve, sous une estampe ou une calligraphie. Cette tradition a perduré jusqu'à aujourd'hui.
Au début de l’ère Meiji (1868-1912), l’art du suiseki tomba temporairement dans l’oubli. La puissante caste des nobles et des samouraïs déclina et la classe des commerçants se tourna vers d’autres arts. Ce n’est que dans les années 1950-1960 que l’art du suiseki refit son apparition. Depuis 1961, par exemple, l’Association japonaise de suiseki organise une exposition chaque année, à Tokyo, en collaboration avec l’Association japonaise de bonsaï.

## Classification
- Yamagataishi (山形石?, littéralement pierre en forme de montagne(s)) ou shimagata-ishi (島形石?, pierres-îles) : un ou plusieurs sommets, vues de loin ou de près.
- Taki-ishi (滝石?, littéralement pierre-cascade) : une ou plusieurs lignes blanches descendent le long de la pierre, comme une cascade.
- Mizutamari (水溜まり?, bassin), ou simplement tamari (溜まり?) : pierre avec une excavation, pouvant recevoir de l'eau.
- Dan-ishi (段石?, pierre-plateau) : pierre avec un ou plusieurs plateaux.
- Keiryu-ishi (渓流石?, pierre-torrent) : un torrent dévale dans une vallée par exemple.
- Isogata-ishi (磯形石?, pierre-rivage) : ressemble aux côtes bretonnes par exemple.
- Iwagata-ishi (岩潟石?, pierre-falaise) : pierre ressemblant à une côte abrupte.
- Dōmon-ishi (洞門石?, pierre-tunnel) : la pierre présente un tunnel à sa base, allant de part et d'autre[réf. nécessaire].

Keisho ishi : pierre-objet, ressemblant à une maison (yagata-ishi), un bateau (hashi-ishi), un animal (dobutsu-seki), un personnage (sugata-ishi)[réf. nécessaire]…

## Supports de présentation

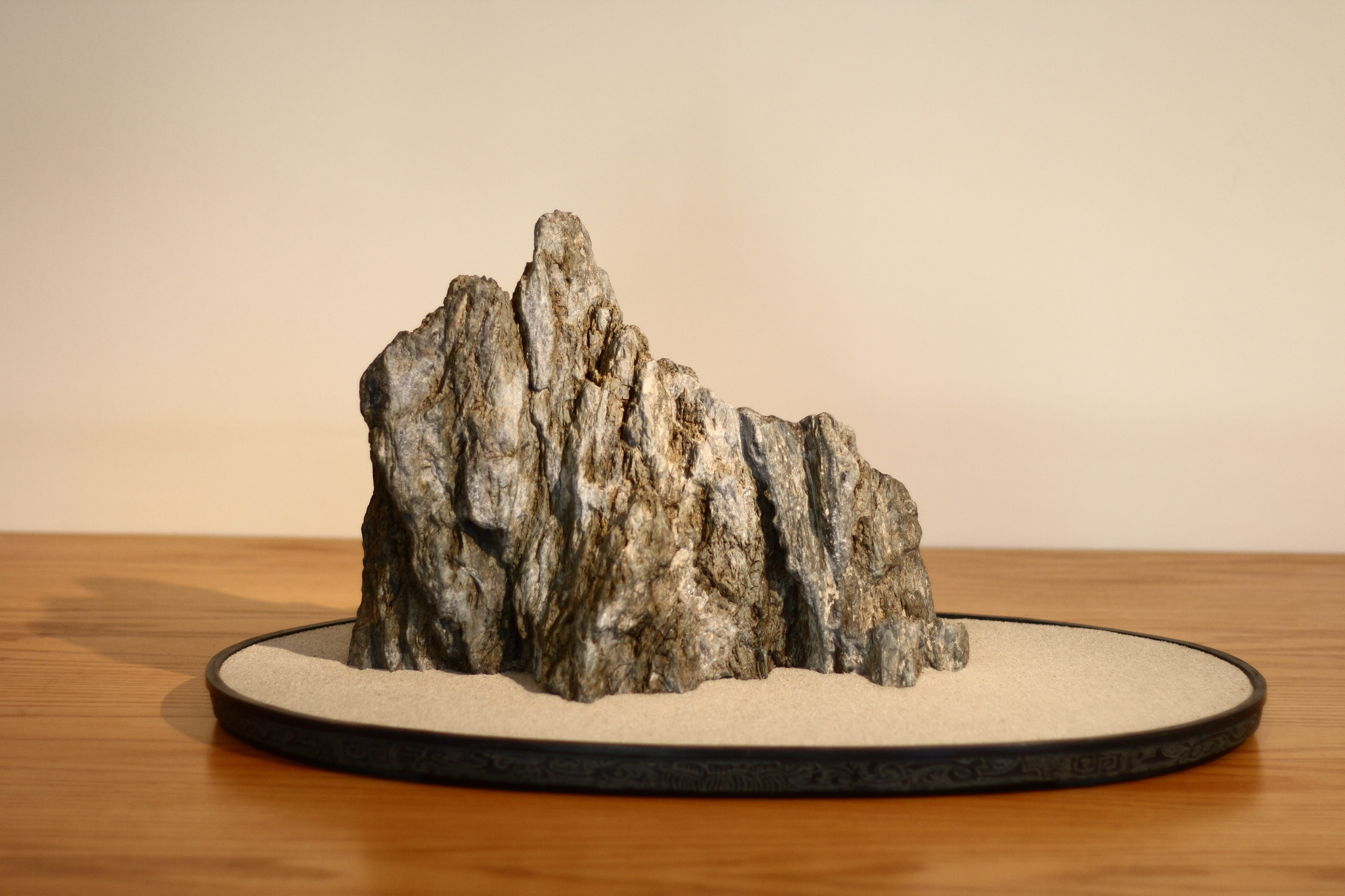
Un suiseki évoquant une île dans un doban en bronze empli de sable.

### Daiza
Dans l’art du suiseki , le daiza est un support d'ornementation en bois, taillé sur mesure et très ajusté, qui sert à la présentation d'une pierre remarquable par sa forme, sa couleur, etc.

### Doban
Un doban est une coupe en bronze servant à présenter un suiseki, à des fins d'ornementation. Elle sera remplie d'eau ou de sable suivant les cas et servira à mettre en valeur une pierre évoquant le plus souvent une île.

### Suiban
Lorsqu'il est en pierre, le support de présentation du suiseki est appelé suiban. Le suiban est une coupe en grès, très plate et non percée, utilisée comme support d'ornementation. Elle sera alors remplie de sable ou d'eau suivant les cas et mettra la pierre en valeur.